# Bubulcus ibis

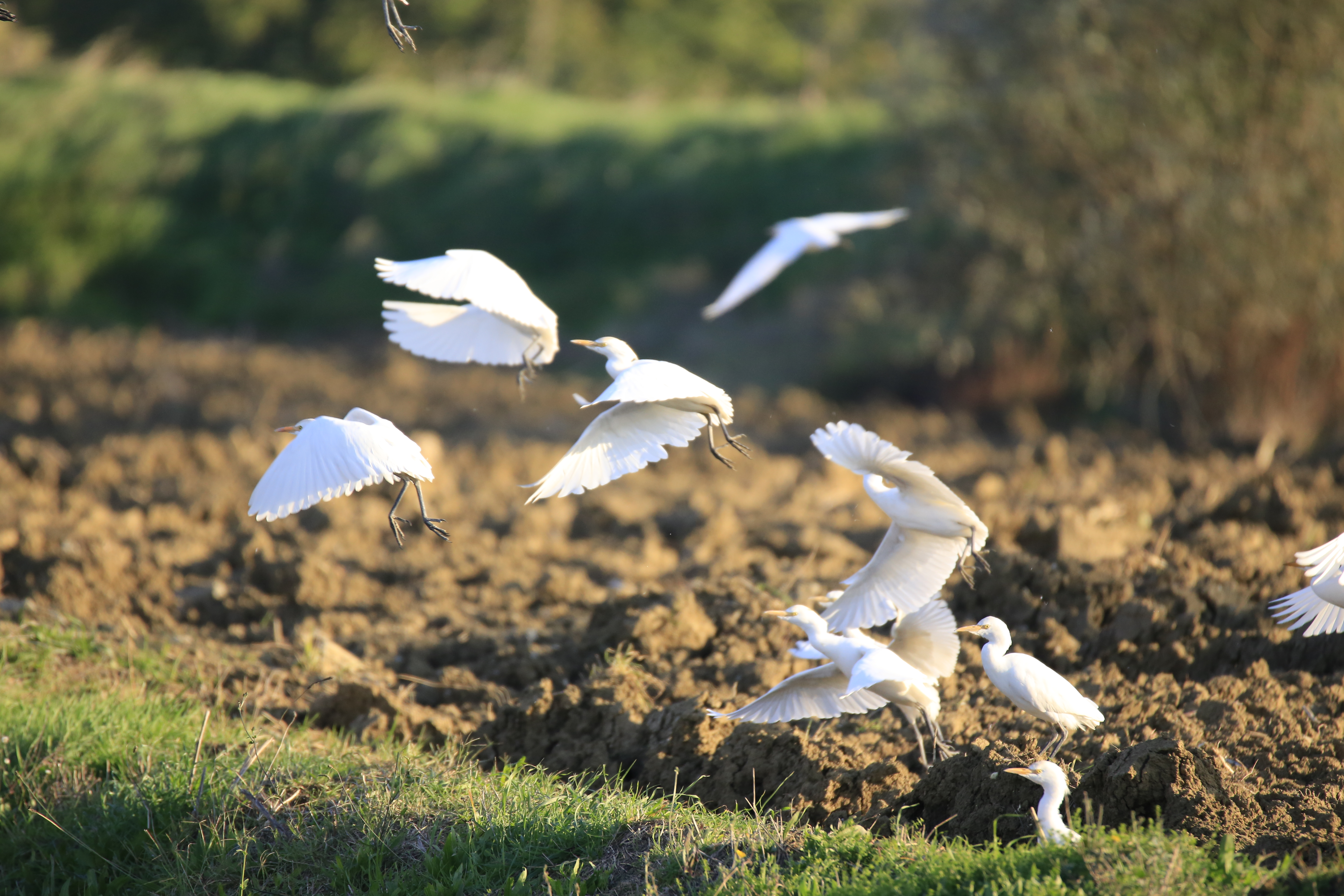
Stormo in Toscana

L'airone guardabuoi (Bubulcus ibis Linnaeus, 1758) è un uccello appartenente alla famiglia degli Ardeidi.

## Distribuzione e habitat
L'areale dell'airone guardabuoi comprende gran parte dell'Asia, dell'Africa, delle Americhe e dell'Europa meridionale, compresa l'Italia, dove la presenza è regolare solo dagli anni '80. La prima nidificazione documentata in Italia è avvenuta in Sardegna nel 1985, anche se esemplari in abito nuziale sono stati segnalati nello stesso periodo in altre regioni. Successivamente sono state documentate nidificazioni in Piemonte (1989) e poi in altre regioni. Il suo territorio di attestazione si sta espandendo e negli ultimi anni si è assistito ad un aumento delle popolazioni e delle nidificazioni in tutta Italia. Anche i contingenti di animali svernanti sono sensibilmente aumentati.
Da notare che durante tutto il XX secolo il suo areale si è costantemente ampliato; infatti prima degli anni trenta non era noto in alcuna parte del continente americano, che oggi è occupato quasi totalmente dalla specie.

## Descrizione
L'airone guardabuoi, noto anche semplicemente come guardabuoi, è un ardeide di taglia media (altezza 25 – 30 cm) dal piumaggio bianco e dal collo corto, becco giallo, zampe grigie. Durante la stagione riproduttiva gli adulti sfoggiano una livrea più colorata con piume arancioni sul vertice, sulla nuca e sul dorso, becco e zampe di colore carnacino. L'abito invernale è bianco con becco giallo.

## Biologia
Frequenta gli ambienti umidi ma anche i campi arati e seminati, dove sovente segue i trattori durante le fasi di lavorazione dei campi. Le colonie solitamente sono composte da una decina di esemplari.

### Riproduzione
Nidifica in garzaia insieme ad altre specie di ardeidi. La costruzione del nido avviene prevalentemente su salici arbustivi e altre piante di boschi umidi.

### Alimentazione
Si nutre di pesci, anfibi e invertebrati acquatici e terricoli, nonché di piccoli roditori (arvicole) che scova nei terreni agricoli in fase di lavorazione. Dove è possibile, segue mandrie di animali domestici o selvatici e si posa anche sul loro dorso per nutrirsi di parassiti.

## Stato di conservazione
È specie protetta ai sensi della legge 157/1992. Risente dell'allargamento dei centri urbani e dalla riduzione delle zone umide.

## Galleria d'immagini

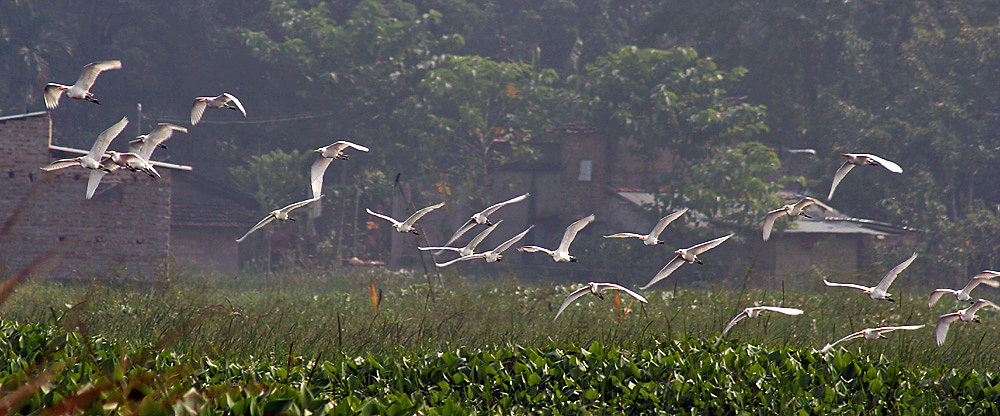
Stormo di Bubulcus ibis in India
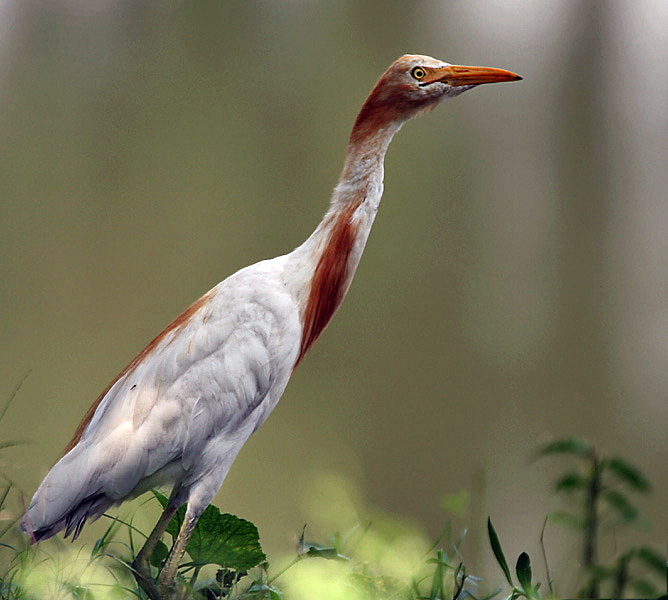
Bubulcus ibis
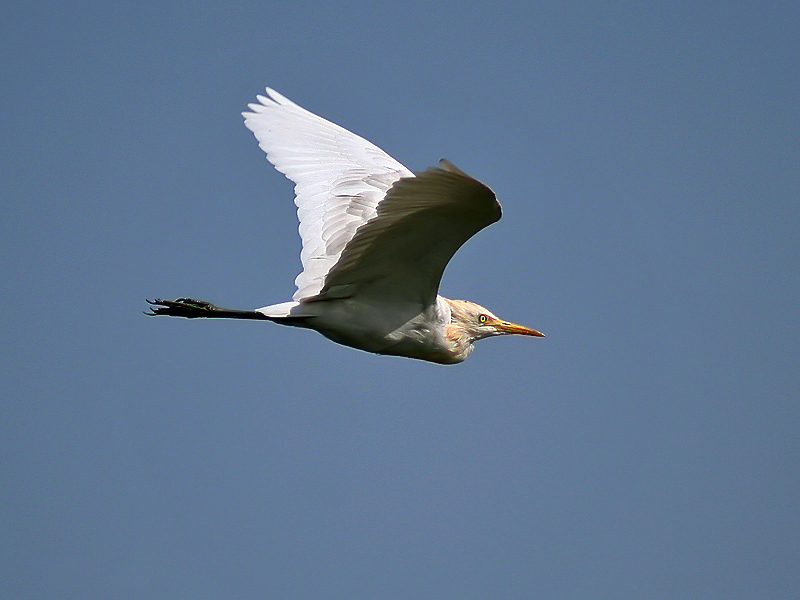
Bubulcus ibis in volo
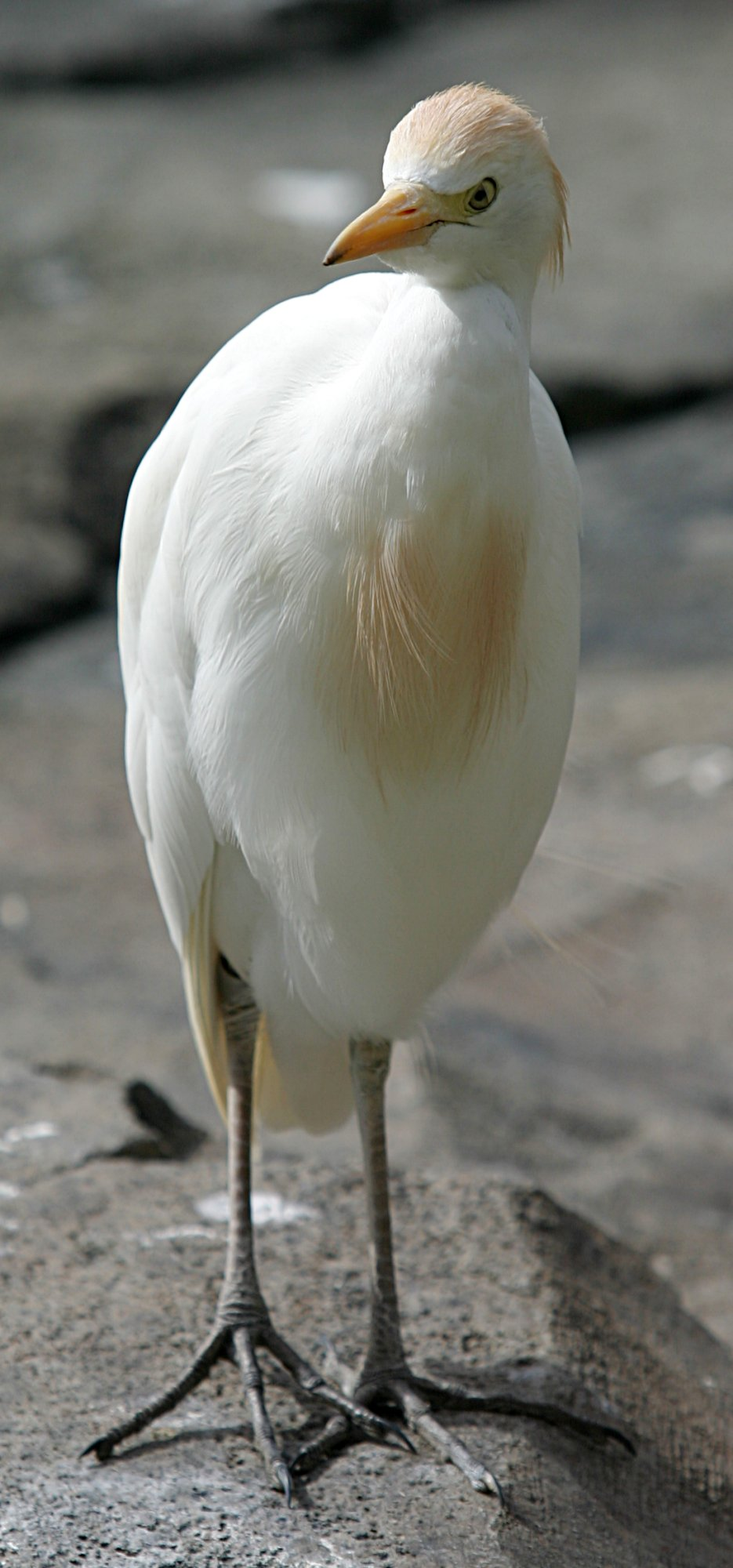
Bubulcus ibis
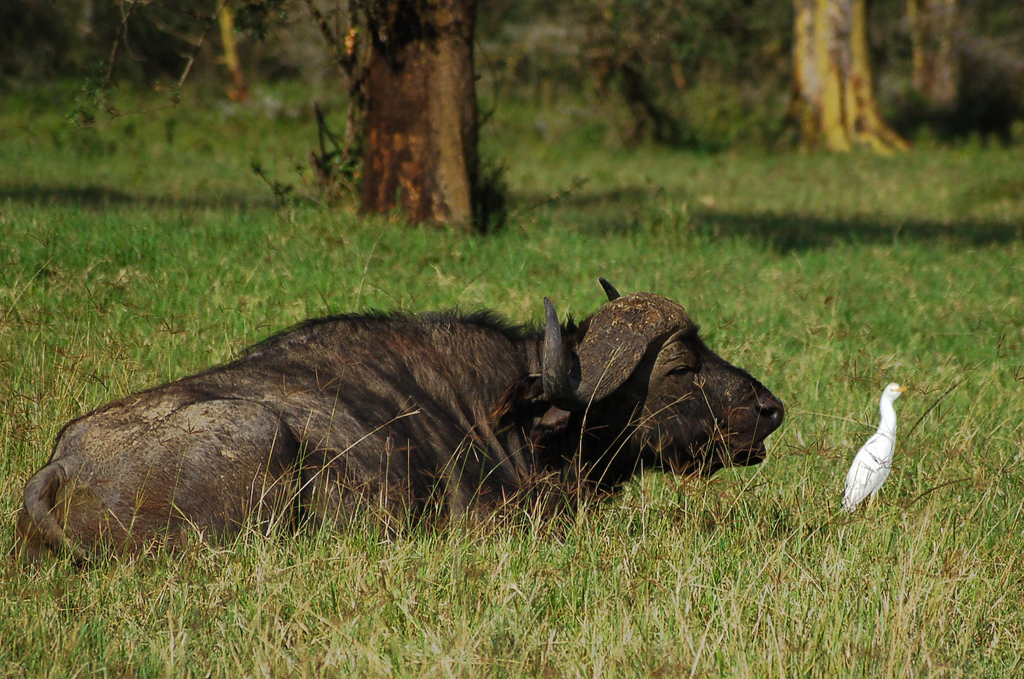
Con bufalo - Kenya
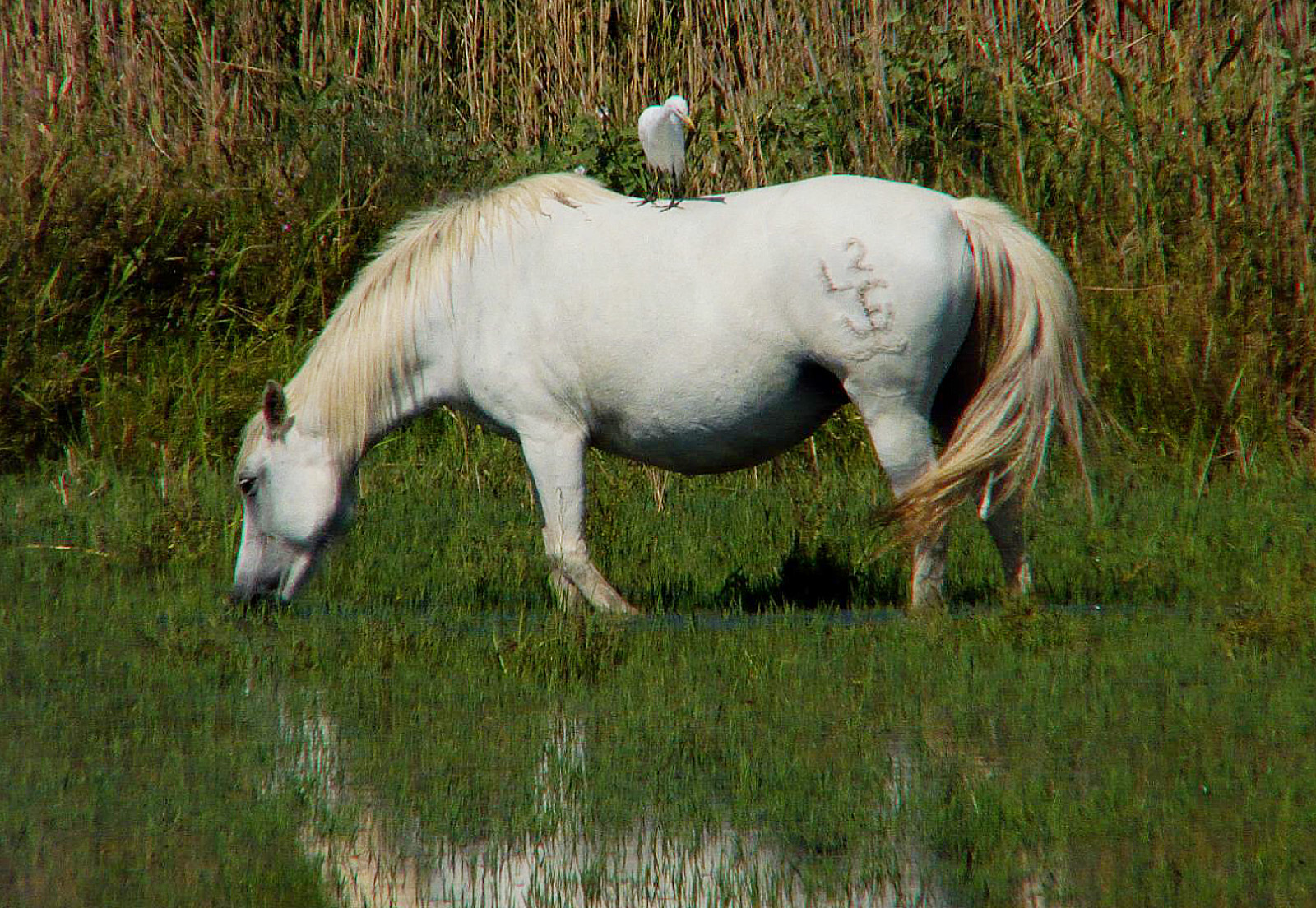
In Camargue